# Olympische Winterspiele 2014/Skispringen – Einzelspringen Normalschanze (Frauen)
Erstmals in der olympischen Geschichte fand ein Skisprungwettkampf der Frauen bei den Olympischen Winterspielen 2014 statt. Gesprungen wurde von der Normalschanze am 11. Februar im Skisprungkomplex RusSki Gorki im Ortsteil Esto-Sadok von Krasnaja Poljana. 
Carina Vogt aus Deutschland wurde überraschend erste Olympiasiegerin im Frauenskispringen. Die Athletin, die für den Skiclub Degenfeld startete, führte nach dem ersten Durchgang mit 1,1 Punkten Vorsprung auf Coline Mattel aus Frankreich. Die Favoritinnen Sara Takanashi aus Japan und Daniela Iraschko-Stolz aus Österreich belegten nach dem ersten Durchgang nur Rang drei beziehungsweise fünf.
Iraschko-Stolz setzte jedoch mit ihrem zweiten Sprung auf 104,5 nach 98,5 Metern im ersten Durchgang, die Bestweite. Wie Vogt später in einem Interview erzählte, haben ihr im zweiten Durchgang vor Anspannung die Knie gezittert, so dass sie früher als geplant zur Landung ansetzen musste und sprang nur auf 97,5 Meter. Allerdings konnte sie durch bessere Haltungsnoten in der Summe sich vor der Österreicherin platzieren. Die Zweitplatzierte des ersten Durchgangs Coline Mattel aus Frankreich gewann die Bronzemedaille. Die Japanerin Sara Takanashi verpasste mit Rang vier die Medaillenränge.

## Daten
Datum: 11. Februar 2014, 21:30 Uhr

Hillsize: 106 m

K-Punkt: 95 m

## Ergebnisse
|      |    |                        |                    | 1. Durchgang | 1. Durchgang | 1. Durchgang | 2. Durchgang | 2. Durchgang | 2. Durchgang | Gesamt |
| Rang | #  | Athletin               | Nation             | Weite        | Punkte       | Rang         | Weite        | Punkte       | Rang         | Punkte |
| ---- | -- | ---------------------- | ------------------ | ------------ | ------------ | ------------ | ------------ | ------------ | ------------ | ------ |
| 01   | 29 | Carina Vogt            | Deutschland        | 103,0 m      | 126,8        | 01           | 097,5 m      | 120,6        | 05           | 247,4  |
| 02   | 28 | Daniela Iraschko-Stolz | Österreich         | 098,5 m      | 120,2        | 05           | 104,5 m      | 126,0        | 01           | 246,2  |
| 03   | 24 | Coline Mattel          | Frankreich         | 099,5 m      | 125,7        | 02           | 097,5 m      | 119,5        | 08           | 245,2  |
| 04   | 30 | Sara Takanashi         | Japan              | 100,0 m      | 124,1        | 03           | 098,5 m      | 118,9        | 09           | 243,0  |
| 05   | 8  | Evelyn Insam           | Italien            | 098,5 m      | 120,5        | 04           | 099,0 m      | 121,7        | 04           | 242,2  |
| 06   | 25 | Maja Vtič              | Slowenien          | 100,5 m      | 120,1        | 06           | 100,5 m      | 121,8        | 03           | 241,9  |
| 07   | 26 | Yūki Itō               | Japan              | 097,5 m      | 117,4        | 10           | 101,0 m      | 124,4        | 02           | 241,8  |
| 08   | 23 | Maren Lundby           | Norwegen           | 097,0 m      | 115,5        | 13           | 100,0 m      | 120,0        | 06           | 235,5  |
| 09   | 18 | Line Jahr              | Norwegen           | 097,5 m      | 117,7        | 09           | 098,5 m      | 116,9        | 11           | 234,6  |
| 10   | 15 | Jessica Jerome         | Vereinigte Staaten | 097,0 m      | 116,3        | 12           | 099,0 m      | 117,8        | 10           | 234,1  |
| 11   | 14 | Katja Požun            | Slowenien          | 096,5 m      | 113,9        | 17           | 099,5 m      | 119,7        | 07           | 233,6  |
| 12   | 7  | Atsuko Tanaka          | Kanada             | 097,5 m      | 117,8        | 08           | 095,0 m      | 113,5        | 12           | 231,3  |
| 13   | 11 | Taylor Henrich         | Kanada             | 097,5 m      | 118,2        | 07           | 096,0 m      | 112,2        | 14           | 230,4  |
| 14   | 20 | Helena Olsson Smeby    | Norwegen           | 098,5 m      | 115,0        | 15           | 098,0 m      | 113,3        | 13           | 228,3  |
| 15   | 6  | Lindsey Van            | Vereinigte Staaten | 097,0 m      | 116,4        | 11           | 094,5 m      | 110,8        | 15           | 227,2  |
| 16   | 27 | Irina Awwakumowa       | Russland           | 098,5 m      | 114,4        | 16           | 094,5 m      | 107,8        | 19           | 222,2  |
| 17   | 22 | Julia Kykkänen         | Finnland           | 095,5 m      | 115,1        | 14           | 093,5 m      | 106,4        | 20           | 221,5  |
| 18   | 13 | Bigna Windmüller       | Schweiz            | 096,0 m      | 112,3        | 20           | 096,0 m      | 108,4        | 18           | 220,7  |
| 19   | 12 | Julia Clair            | Frankreich         | 095,5 m      | 113,8        | 18           | 091,5 m      | 104,7        | 22           | 218,5  |
| 20   | 3  | Léa Lemare             | Frankreich         | 093,0 m      | 107,9        | 22           | 093,0 m      | 110,2        | 16           | 218,1  |
| 21   | 1  | Sarah Hendrickson      | Vereinigte Staaten | 094,0 m      | 112,4        | 19           | 091,5 m      | 105,2        | 21           | 217,6  |
| 22   | 16 | Ulrike Gräßler         | Deutschland        | 094,0 m      | 110,5        | 21           | 091,5 m      | 104,4        | 24           | 214,9  |
| 23   | 21 | Katharina Althaus      | Deutschland        | 090,5 m      | 103,2        | 24           | 092,5 m      | 108,6        | 17           | 211,8  |
| 24   | 5  | Gyda Enger             | Norwegen           | 093,0 m      | 105,8        | 23           | 091,5 m      | 103,9        | 25           | 209,7  |
| 25   | 4  | Chiara Hölzl           | Österreich         | 092,0 m      | 102,5        | 25           | 096,0 m      | 104,6        | 23           | 207,1  |
| 26   | 9  | Špela Rogelj           | Slowenien          | 091,5 m      | 102,0        | 26           | 086,5 m      | 097,6        | 27           | 199,6  |
| 27   | 19 | Eva Logar              | Slowenien          | 090,0 m      | 100,1        | 28           | 088,0 m      | 099,0        | 26           | 199,1  |
| 28   | 17 | Gianina Ernst          | Deutschland        | 090,5 m      | 100,3        | 27           | 087,5 m      | 092,4        | 29           | 192,7  |
| 29   | 10 | Elena Runggaldier      | Italien            | 085,0 m      | 086,2        | 29           | 088,0 m      | 093,4        | 28           | 179,6  |
| 30   | 2  | Yurina Yamada          | Japan              | 078,0 m      | 073,3        | 30           | 064,5 m      | 042,4        | 30           | 115,7  |